# Moderne vijfkamp op de Olympische Zomerspelen 1972
De moderne vijfkamp is een van de sporten die beoefend werden tijdens de Olympische Zomerspelen 1972 in München.

## Heren

### Individueel
| rang   | sporter            | land | Paardensport | Schermen | Schieten | Zwemmen | Atletiek | totaal |
| ------ | ------------------ | ---- | ------------ | -------- | -------- | ------- | -------- | ------ |
| Goud   | András Balczó      | HUN  | 1060         | 1057     | 956      | 1060    | 1279     | 5412   |
| Zilver | Boris Onisjtsjenko | URS  | 945          | 1076     | 1066     | 1128    | 1120     | 5335   |
| Brons  | Pavel Lednjev      | URS  | 1060         | 1019     | 1022     | 1092    | 1135     | 5328   |
| 4      | Jeremy Fox         | GBR  | 1100         | 1019     | 868      | 1024    | 1300     | 5311   |
| 5      | Vladimir Sjmelev   | URS  | 920          | 962      | 1022     | 1176    | 1222     | 5302   |
| 6      | Björn Ferm         | SWE  | 1100         | 943      | 978      | 1112    | 1150     | 5283   |
| 7      | Heiner Thade       | FRG  | 1065         | 962      | 956      | 1012    | 1150     | 5145   |
| 8      | Risto Hurme        | FIN  | 950          | 981      | 1044     | 1068    | 1051     | 5094   |

### Team
| rang   | sporters                                            | land | Paardensport   | Schermen      | Schieten     | Zwemmen        | Atletiek       | totaal         | team  |
| ------ | --------------------------------------------------- | ---- | -------------- | ------------- | ------------ | -------------- | -------------- | -------------- | ----- |
| Goud   | Boris Onisjtsjenko Pavel Lednjev Vladimir Sjmelev   | URS  | 945 1060 920   | 1080 1020 960 | 1066 1022    | 1128 1092 1176 | 1120 1135 1222 | 5339 5329 5300 | 15968 |
| Zilver | András Balczó Zsigmond Villányi Pál Bakó            | HUN  | 1060 975 940   | 1040 980 800  | 956 868 912  | 1060 1100 1120 | 1279 1123 1135 | 5395 5046 4907 | 15348 |
| Brons  | Risto Hurme Veikko Salminen Martti Ketelä           | FIN  | 950 1015 1045  | 980 800       | 1044 714 912 | 1068 1216 1016 | 1051 1135 1066 | 5093 4880 4839 | 14812 |
| 4      | Charles Richards John Fitzgerald Scott Taylor       | USA  | 1060 1090 965  | 740 840 700   | 956 868 626  | 1260 1204 1100 | 1045 1060 1288 | 5061 5062 4679 | 14802 |
| 5      | Björn Ferm Bo Jansson Hans-Gunnar Liljenwall        | SWE  | 1100 1005 1020 | 940 860 840   | 978 780 670  | 1112 1076 1048 | 1150 1030 1099 | 5280 4751 4677 | 14708 |
| 6      | Heiner Thade Walter Esser Hole Rößler               | FRG  | 1065 1000 945  | 980 840 700   | 956 824 846  | 1012 1080 1140 | 1150 1093 1051 | 5163 4837 4682 | 14682 |
| 7      | Michel Gueguen Jean-Pierre Giudicelli Raoul Gueguen | FRA  | 1100 960 930   | 840 700 780   | 846 868 824  | 1152 1084 1016 | 1126 1237 1096 | 5064 4849 4646 | 14559 |
| 8      | Ryszard Wach Janusz Pyciak-Peciak Stanisław Skwira  | POL  | 1100 1070 785  | 700 920 800   | 956 560 846  | 1076 1060 1160 | 1126 1222 904  | 4958 4832 4495 | 14285 |

## Medaillespiegel
| rang   | land        | goud | zilver | brons | totaal |
| ------ | ----------- | ---- | ------ | ----- | ------ |
| 1      | Sovjet-Unie | 1    | 1      | 1     | 3      |
| 2      | Hongarije   | 1    | 1      | 0     | 2      |
| 3      | Finland     | 0    | 0      | 1     | 1      |
| totaal | totaal      | 2    | 2      | 2     | 6      |